# Ao Vivo em Goiânia (álbum de Companhia do Calypso)
Ao Vivo em Goiânia é o segundo álbum de vídeo e o quinto álbum ao vivo da banda brasileira Companhia do Calypso. O trabalho foi filmado em 17 de dezembro de 2005 no Goiânia Park Show em Goiânia, na presença de mais de 70 mil pessoas, tendo todo seu espaço lotado, o que ocasionou um engarrafamento quilométrico em torno do evento. O seu lançamento ocorreu em 25 de maio de 2006, de forma independente. É o primeiro álbum do grupo, desde Ao Vivo! (2002), a apresentar o membro fundador Charles Cill, que reentrou na Companhia do Calypso substituído Robertinho do Pará, após este deixar a banda em janeiro de 2006. Como resultado, Cill teve que regravar as músicas interpretadas pelo antigo vocalista, em um cenário similar ao local onde ocorreu a gravação do concerto. Ao Vivo em Goiânia garantiu vendagem de 200 mil cópias em seu primeiro mês de distribuição.

## Faixas
| N.º            | Título                 | Compositor(es)               | Intérprete(es)                | Duração |  |
| 1.             | "Tchic Bum"            | Ari Carvalho Edu Luppa       | Mylla Karvalho                | 4:38    |  |
| 2.             | "Me Acalma"            | Junior Neves                 | Lenne Bandeira                | 3:23    |  |
| 3.             | "Bang Bang"            | Ari Carvalho Edu Luppa       | Mylla Karvalho                | 3:12    |  |
| 4.             | "Zap Zum"              | Isac Maraial                 | Mylla Karvalho                | 3:20    |  |
| 5.             | "Festa de Rodeio"      | Junior Neves                 | Lenne Bandeira                | 3:14    |  |
| 6.             | "Ligação a Cobrar"     | Milson Karvalho              | Mylla Karvalho                | 3:11    |  |
| 7.             | "Olho No Olho"         | Mário Senna                  | Mylla Karvalho                | 3:32    |  |
| 8.             | "Milk Shake"           | Valdecir José                | Lenne Bandeira                | 4:26    |  |
| 9.             | "Virou Minha Cabeça"   | Louro Santos                 | Charles Cill                  | 3:29    |  |
| 10.            | "Escrito No Tarô"      | Ari Carvalho Edu Luppa       | Lenne Bandeira                | 3:24    |  |
| 11.            | "Sinfonia de Delírios" | Ari Carvalho Edu Luppa       | Mylla Karvalho                | 4:38    |  |
| 12.            | "Não Admito"           | Milson Karvalho              | Lenne Bandeira                | 3:27    |  |
| 13.            | "Divã"                 | Junior Neves                 | Lenne Bandeira & Charles Cill | 4:33    |  |
| 14.            | "Ping Pong"            | Edu Luppa                    | Charles Cill                  | 3:34    |  |
| 15.            | "Peteca"               | Ari Carvalho Edu Luppa       | Mylla Karvalho                | 3:37    |  |
| 16.            | "Só Eu (Cúmbia)"       | Junior Neves                 | Lenne Bandeira                | 3:46    |  |
| 17.            | "Diário"               | Zeca Pinheiro                | Mylla Karvalho                | 3:45    |  |
| 18.            | "Olhar Noturno"        | Magno Magalhães              | Lenne Bandeira                | 3:47    |  |
| 19.            | "Tchic Bum"            | Ari Carvalho Edu Luppa       | Mylla Karvalho                | 4:28    |  |
| 20.            | "Se Mancol"            | Marquinhos Maraial Beto Caju | Mylla Karvalho                | 4:30    |  |
| Duração total: | Duração total:         | Duração total:               | Duração total:                | 77:14   |  |

## Ficha Técnica
| Companhia do Calypso - Lenne Bandeira → vocais - Mylla Karvalho → vocais - Charles Cill → vocais Produção - Tovinho → produção musical e arranjos - Dedê → produção - Ari Carvalho → produção executiva e direção artística - Cacau → técnico de gravação e mixagem - Gonsalo → fotos - Oscar Venegas → projeto gráfico | Banda - Milson Karvalho → teclado - Junico → bateria - Edivaldo → bateria - Heraldo — percussão - Fabrício → guitarra - Felipe → guitarra - Felipão → baixo - Daniel → trompete - Augusto → saxofone - Marcello Riva → coreografo e balé - Marcelo → balé - Kley Pancanda → balé - Débora → balé - Joseane → balé - Joyce → balé |